# Igreja de Nossa Senhora do Castelo (Sesimbra)

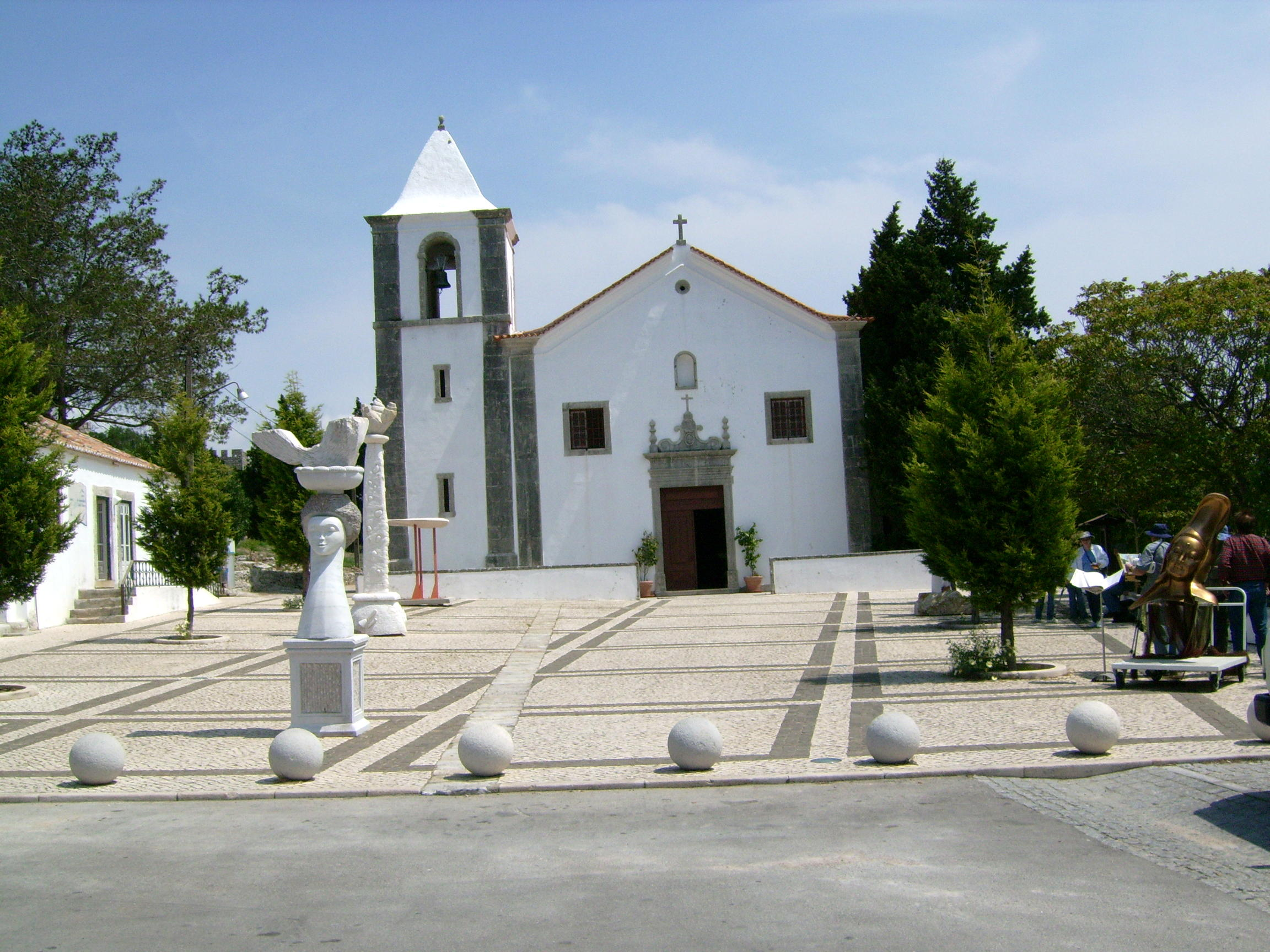
Igreja de Nossa Senhora do Castelo

A Igreja de Nossa Senhora do Castelo, também referida como Igreja Paroquial do Castelo de Sesimbra, Igreja de Nossa Senhora da Assunção ou Igreja de Santa Maria do Castelo, situa-se na freguesia de Castelo, no município de Sesimbra, Distrito de Setúbal.

## História
A Igreja do Castelo data de 1165, embora só no reinado de D. Sancho I se inicie a construção de uma igreja maior românica - gótica de Santa Maria do Castelo, digna do concelho entretanto criado.
No ano de 1165 foi criada a Paróquia de Nossa Senhora do Castelo de Sesimbra.
A actual igreja é do início do século XVIII,1721, pois sofreu danos importantes ao longo dos séculos.
No século XX, a partir de 1955 a igreja perde fiéis porque, no lugar de Corredoura, nasce uma igreja nova, muito mais perto da população. Assim a Igreja do Castelo começa a degradar-se e fica em ruína chegando a cair o tecto.
Com o objectivo de voltar a reabilitar a igreja, foram feitas diversas intervenções entre 1965 e 2001, ano em que foi novamente aberta ao público. Esta reabertura coincide com nove séculos de história, oitocentos anos da carta de foral que lançou as bases para a Igreja de Nossa Senhora do Castelo.

## Interior da igreja
Deve ser apreciado com atenção a história e a beleza dos azulejos do século XVIII.